# یوتیکا (کارولینای جنوبی)
یوتیکا(به انگلیسی: Utica) شهری در ایالت کارولینای جنوبی کشور ایالات متحده آمریکا است که جمعیت آن در سرشماری سال ۲۰۱۰ میلادی، ۱٬۴۸۹ نفر بوده‌است.